# Землетрус у протоці Дрейка (2025)
Землетрус у протоці Дрейка стався 2 травня 2025 року о 08:58 за місцевим часом (12:58 UTC). Зафіксована магнітуда землетрусу становила 7,4 бала за шкалою моментальної величини та 7,5 бала за шкалою Ріхтера. Його епіцентр знаходився за 218 км на південь від Пуерто-Вільямса, Чилі, на глибині 10 км. Подія була спричинена взаємодією тектонічних плит Скоша та Антарктичної і вважається найсильнішим землетрусом, зареєстрованим у найпівденніших регіонах Чилі та Аргентини з часів землетрусу на Вогняній Землі 1949 року.
Через силу землетрусу та його малу глибину Гідрографічна та океанографічна служба Чилійського флоту (SHOA) оголосила попередження про цунамі для Магалланес та Чилійського антарктичного регіону. Пізніше його було знижено до попереджувального повідомлення для материкової частини Чилі, а ризик цунамі для Антарктиди було скасовано.